# Tuschlav
Tuschlav (Lasallia pustulata) är en lav som fått sitt trivialnamn av att den tidigare använts vid framställning av tusch. Den har även använts för växtfärgning och ger då en röd färg. Laven anses också ätbar inom överlevnadsteknik. 
Tuschlaven växer på klippor och stenblock, speciellt sådana där spillning från fåglar eller damm gör förhållandena näringsrika. Den kan bli 20 centimeter i diameter. Ett av de främsta kännetecken för arten är förekomsten av blåslika bildningar på bålens ovansida. Hos tuschlaven är det sällsynt att apothecier (fruktkroppar) förekommer, däremot är isidier (utskott för asexuell förökning) ofta närvarande. Dessa är till utseendet korallika.
I Sverige förekommer tuschlaven främst i de södra och mellersta delarna av landet, laven har i norr mer sällsynt och lokal förekomst och hittas där företrädesvis i låglänta och kustnära trakter.

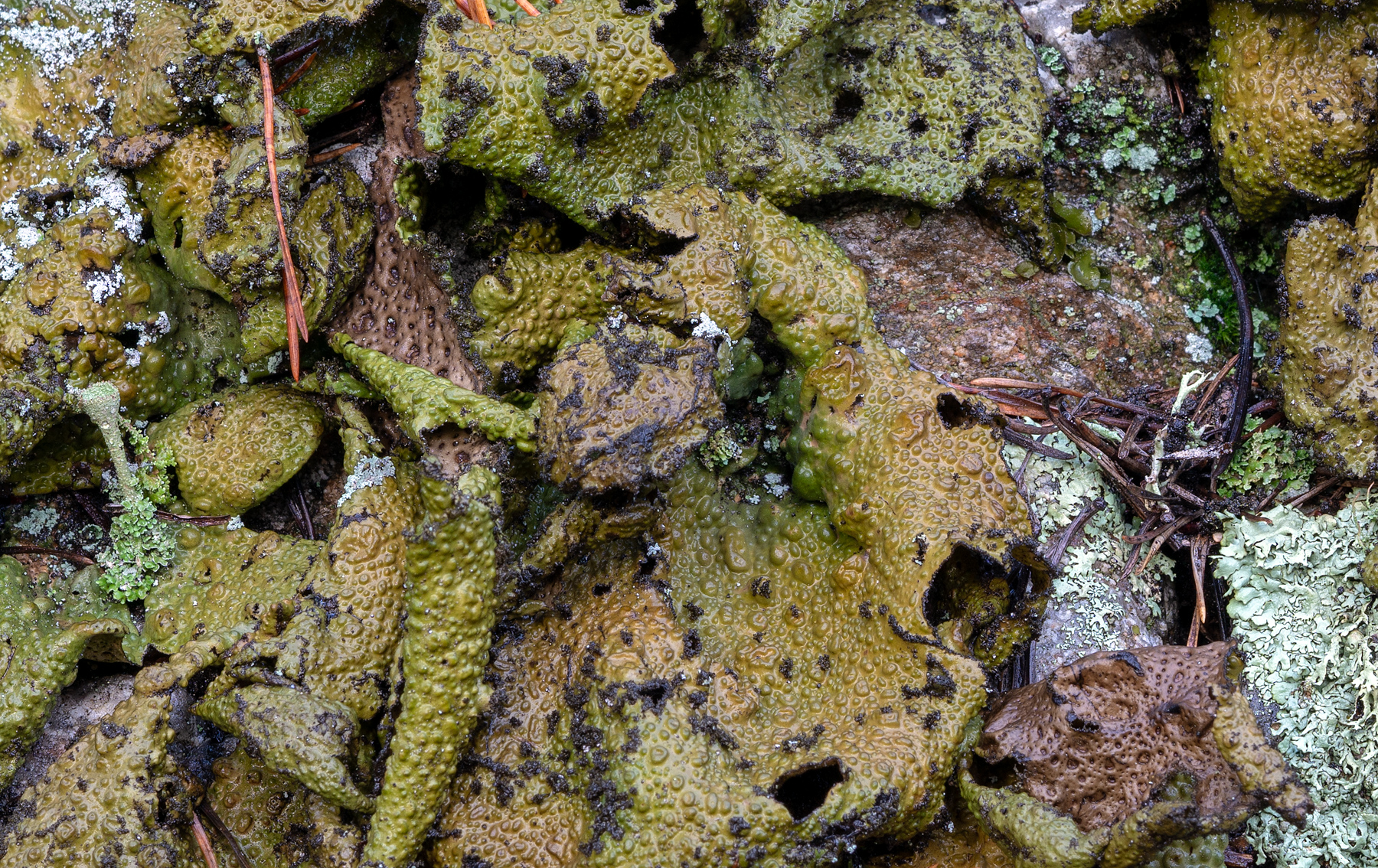
Tuschlav i fuktigt tillstånd.